# Aspalathus millefolia
Aspalathus millefolia är en ärtväxtart som beskrevs av Rolf Martin Theodor Dahlgren. Aspalathus millefolia ingår i släktet Aspalathus och familjen ärtväxter. Inga underarter finns listade i Catalogue of Life.